# IC 1673
IC 1673 ist eine elliptische Zwerggalaxie vom Hubble-Typ Sa im Sternbild Fische auf der Ekliptik. Sie ist schätzungsweise 234 Mio. Lichtjahre von der Milchstraße entfernt und hat einen Durchmesser von etwa 20.000 Lj. 

Im selben Himmelsareal befinden sich u. a. die Galaxien NGC 472, IC 1669, IC 1677, IC 1680.
Das Objekt wurde am 17. November 1903 vom französischen Astronomen Stéphane Javelle entdeckt.